# Rennaz
Rennaz je obec na jihozápadě Švýcarska, v okrese Aigle v kantonu Vaud. Žije zde 825 obyvatel.

## Geografie
Rennaz leží v nadmořské výšce 377 m, vzdušnou čarou 8 km severoseverozápadně od okresního města Aigle. Obec leží v širokém údolí východně od řeky Rhôny, v blízkosti břehů Ženevského jezera, na západním úpatí hory Mont d’Arvel ve Vaudských Alpách.
Území obce o rozloze 2,2 km² pokrývá část údolí Rhôny. Území obce se rozkládá výhradně na rovinaté části roviny Rhôny a zasahuje až k železniční trati na východě a kanalizovanému toku potoka Eau Froide na severovýchodě. Nejvyšší bod Rennaz leží v nadmořské výšce 380 m n. m. na rovině. V roce 1997 bylo 26 % rozlohy obce pokryto zastavěnou plochou, 1 % lesy a lesními porosty, 71 % zemědělskými plochami a méně než 2 % neproduktivní půdou.
K obci Rennaz patří několik samostatných zemědělských podniků v rovině Rhôny. Sousedními obcemi Rennaz jsou Villeneuve, Noville a Roche.

## Historie
První písemná zmínka o obci pochází z roku 1255 a nese název Rayna. Později se objevily názvy Reyna (1272), Renna (1276), Reynaz (1420) a Reyne (1542). Název místa je pravděpodobně odvozen od starofrancouzského slova raine (žába).
Od středověku byl Rennaz pod vládou savojských hrabat. S dobytím panství Aigle Bernem v roce 1476 přešla obec pod správní jednotku Aigle. Po pádu Staré švýcarské konfederace patřil Rennaz v letech 1798–1803 v období helvétského soustátí ke kantonu Léman, který byl poté, když vstoupila v platnost ústava o zprostředkování, sloučen s kantonem Vaud. V roce 1798 byla přiřazena k okresu Aigle. Samostatnou politickou obcí se Rennaz stal až v roce 1834 po oddělení od Noville.

## Obyvatelstvo
| Vývoj počtu obyvatel | Vývoj počtu obyvatel | Vývoj počtu obyvatel | Vývoj počtu obyvatel | Vývoj počtu obyvatel | Vývoj počtu obyvatel | Vývoj počtu obyvatel | Vývoj počtu obyvatel | Vývoj počtu obyvatel | Vývoj počtu obyvatel | Vývoj počtu obyvatel | Vývoj počtu obyvatel | Vývoj počtu obyvatel | Vývoj počtu obyvatel | Vývoj počtu obyvatel | Vývoj počtu obyvatel | Vývoj počtu obyvatel | Vývoj počtu obyvatel |
| -------------------- | -------------------- | -------------------- | -------------------- | -------------------- | -------------------- | -------------------- | -------------------- | -------------------- | -------------------- | -------------------- | -------------------- | -------------------- | -------------------- | -------------------- | -------------------- | -------------------- | -------------------- |
| Rok                  | 1798                 | 1850                 | 1860                 | 1870                 | 1880                 | 1888                 | 1900                 | 1910                 | 1920                 | 1930                 | 1941                 | 1950                 | 1960                 | 1970                 | 1980                 | 1990                 | 2000                 |
| Počet obyvatel       | 129                  | 161                  | 186                  | 185                  | 164                  | 160                  | 167                  | 158                  | 159                  | 190                  | 176                  | 227                  | 186                  | 232                  | 222                  | 368                  | 565                  |

Z celkového počtu obyvatel je 87,1 % francouzsky mluvících, 3,7 % německy mluvících a 3,5 % italsky mluvících (stav v roce 2000). V roce 1900 žilo v Rennaz celkem 167 obyvatel. V průběhu 20. století zůstával počet obyvatel poměrně stálý. Teprve od roku 1980 (222 obyvatel) došlo k rychlému nárůstu počtu obyvatel, kdy se počet obyvatel během 20 let téměř ztrojnásobil.

## Hospodářství

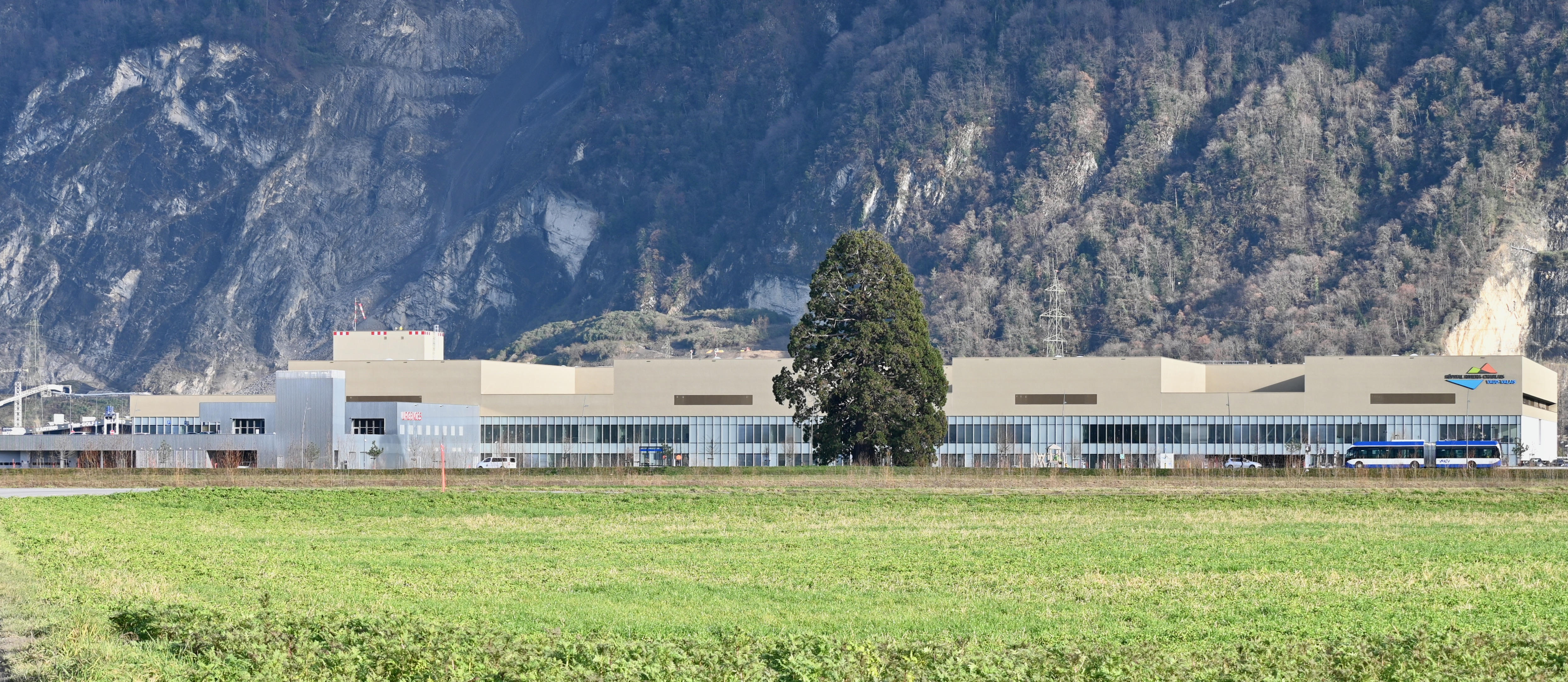
Nemocnice Hôpital Riviera-Chablais

Až do druhé poloviny 20. století byla obec Rennaz převážně zemědělskou obcí. I dnes hraje ve struktuře zaměstnanosti obyvatelstva určitou roli zemědělství a ovocnářství v rovině Rhôny. Další pracovní místa jsou k dispozici v místních malých podnicích a v sektoru služeb. V posledních letech vznikla na severu obce v blízkosti dálnice průmyslová zóna. V posledních desetiletích se obec rozvíjí jako obytná obec. Mnoho zaměstnanců dojíždí za prací především do regionu Vevey-Montreux.
V Rennaz se nachází regionální nemocnice Hôpital Riviera-Chablais, která byla otevřena v roce 2019.

## Doprava
Obec má dobré dopravní spojení. Leží na hlavní silnici č. 9, která vede z Lausanne přes Montreux do Valais. S výstavbou dálnice A9 (Lausanne–Sion), která byla otevřena v roce 1970, byl vybudován obchvat obce a bývalé letiště Rennaz bylo uzavřeno. Nejbližší napojení na dálnici A9 je vzdáleno 1 km od centra obce. Rennaz je napojen na síť veřejné dopravy prostřednictvím linky Postauto, která jezdí z Villeneuve do Vouvry.